# Info TV
 Info TV – informacyjny litewski kanał telewizyjny, nadawany od 7 listopada 2007 r. Program składa się głównie z programów informacyjnych i analitycznych. 